# Melodija
Melodija je niz tonova različite visine i trajanja koji doživljavamo kao cjelinu. Melodije se razlikuju po svom karakteru, pa tako imamo postupne, skokovite melodije, većeg ili manjeg opsega. Kroz povijest glazbe melodija je mijenjala svoj karakter, pa je primjerice za barokno razdoblje njezino osnovno obilježje motoričnost, u klasici je simetrija, u romantizmu raspjevanost i veliki opseg, a u elektronskoj glazbi melodija je sinkronizirano (tj. smješteno u pravilnim vremenskim razmacima) međusobno skalno odstupanje (engl. pitch) po glazbenim koracima (engl. steps). Svaka melodija ima svoj vrhunac i tonski raspon. Melodije mogu biti različite duljine, od vrlo kratkih pučkih napjeva do dugih romantičnih melodija (pr. arija).